# 青木郭公
青木 郭公（あおき かっこう、1864年〈元治元年8月〉 - 1943年〈昭和18年〉8月19日）は、明治から昭和にかけての日本の俳人。本名は清治郎。
北海道俳壇の草分けと言われる。

## 経歴
1864年（元治元年8月）、越後国糸魚川に生まれ、幼少のころより父や叔父の影響で俳句に親しむ。新潟師範学校を卒業したのち、しばらく小学校の教壇に立っていた。
1890年（明治23年）、北海道へ渡り、函館の北海新聞に入社する。
青葉庵の雅号で、尾崎紅葉や巖谷小波から句の指導を受け、1894年（明治27年）に北海新聞の俳壇選者となった。北海道内の俳人が、新聞俳壇の選者となった初の例である。
その後は室蘭毎日新聞・函館新聞・釧路新聞を渡り歩き、1912年（大正元年）、北海タイムスに戻って、雅号を郭公と改める。1916年（大正4年）からは、北海タイムス俳壇の選者を務めた。
1927年（大正15年）に新聞記者を辞め、俳誌『暁雲』を創刊する。この動機については、同じ北海道俳人の牛島滕六が1924年（大正12年）に先んじて俳誌『時雨』を始めたことや、かねてより私淑していた臼田亞浪の北海道来訪により刺激を受けたことが考えられる。
『暁雲』は『時雨』と並んで、大正時代末期からの北海道俳壇における2大誌の地位を確立した。しかし、絶えず遅刊や休刊に苛まれた『時雨』と異なり、『暁雲』の刊行ペースは乱れることがなかった。
1943年（昭和18年）8月、郭公は腸疾患により80歳で死去した。『暁雲』は門弟の奥村静雨に引き継がれ、終戦前後に一度中断しつつも復刊を遂げたが、郭公が主導していたころの精彩を欠いたことは否めず、1949年（昭和24年）に廃刊した。

## 作品
句集の形にまとめられた作品は、1冊しかない。
- 泉谷蕪月 編纂『郭公句集』暁雲社、1943年12月15日。